# Albert von Kölliker

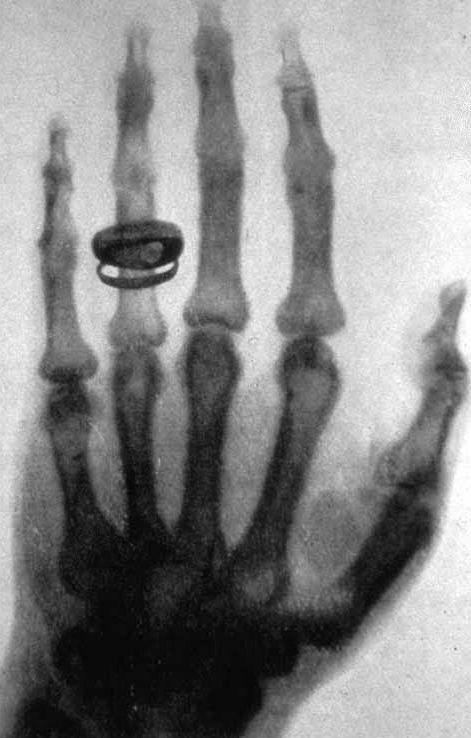
Wilhelm Röntgens bild av Köllikers hand, taget den 23 januari 1896, var en av de första röntgenbilderna.

Rudolph Albert von Kölliker, född 6 juli 1817 i Zürich, död 2 november 1905 i Würzburg, var en schweizisk läkare, fysiolog och anatom.
Kölliker blev 1841 filosofie och 1842 medicine doktor, 1843 docent och 1845 e.o. professor i fysiologi och jämförande anatomi i Zürich samt kallades 1847 till professor i samma ämnen i Würzburg; vid uppnådda 80 år tog han 1897 avsked från sin professur.
Kölliker tillhörde 1800-talets mest betydande biologer. Han bidrog starkt till histologin, såväl genom egna specialundersökningar som genom sina läro- och handböcker (Handbuch der Gewebelehre, 1852, sjätte upplagan i tre band 1889-1901, och Mikroskopische Anatomie und Gewebelehre des Menschen, två band, 1850-54). 
Av stort värde är även hans embryologiska arbeten (Entwicklungsgeschichte des Menschen und der höheren Tiere, 1861; andra upplagan 1876 -79) liksom hans omfattande zoologiska undersökningar (Entwicklungsgeschichte der Cephalopoden, 1844, Die Schwimmpolypen von Messina, 1853, och Morphologie und Entwicklungsgeschichte des Pennatulidenstammes nebst allgemeinen Betrachtungen zur Descendenzlehre, 1872).
I hans Erinnerungen aus meinem Leben (1899) upptar förteckningen över hans arbeten 245 större och mindre skrifter. Tillsammans med Karl Theodor Ernst von Siebold utgav han från 1849 "Zeitschrift für wissenschaftliche Zoologie" och grundade samma år Physikalisch-medicinische Gesellschaft i Würzburg. Han blev ledamot av svenska Vetenskapsakademien 1882.